# 火星6號
火星6號（Марс-6）是蘇聯在1973年發射的火星探測計畫的探測船。於8月5日協調世界時17:45:48由一枚搭载D组级的質子K型運載火箭發射。火星6號與火星7號是同一系列的探測船，都擁有1組軌道船與登陸艇。火星6號研究火星大氣層及表面，最後到達火星並釋放著陸器，但處理晶片損毀，大部份資料不可讀。